# Wierawojsza
Wierawojsza (biał. Веравойша, ros. Веравойша) – przystanek kolejowy w miejscowości Niżniaja Wierawojsza, w rejonie orszańskim, w obwodzie witebskim, na Białorusi. Leży na linii Moskwa - Mińsk - Brześć.